# Kari Penttinen
Kari Juhana Penttinen, född 17 februari 1918 i Helsingfors, död 26 februari 2004 i Esbo, var en finländsk läkare och specialist i invärtes medicin.
Penttinen blev medicine och kirurgie doktor 1946. Han var 1966–1983 personell extraordinarie professor i virologi vid Helsingfors universitet och verkade även som försäkringsläkare. Han utvecklade ett effektivt vaccin mot påssjuka, som bland annat förhindrade uppkomsten av komplikationen testikelinflammation, vilket speciellt var ett problem bland värnpliktiga[förklaring behövs]. Han erhöll Matti Äyräpää-priset 1974.